# ديفيد توماس لويس
ديفيد توماس لويس (بالإنجليزية: David Thomas Lewis)‏ هو محامي وقاضي وسياسي أمريكي، ولد في 25 أبريل 1912 في سولت ليك في الولايات المتحدة، وتوفي في 28 سبتمبر 1983. حزبياً، نشط في الحزب الجمهوري. وقد انتخب قاضي محكمة الاستئناف الأمريكية للدائرة الاتحادية وانتخب عضو مجلس نواب ولاية يوتا.